# إدي هاس
إدي هاس (بالإنجليزية: Eddie Haas)‏ هو لاعب كرة قاعدة أمريكي، ولد في 26 مايو 1935 في بادوكا في الولايات المتحدة.

## وصلات خارجية
- إدي هاس على موقعبيزبول رفرنس.كوم (الدوري الرئيسي) (الإنجليزية)